# Elezione del Presidente del Senato del 1968
L'elezione del presidente del Senato del 1968 per la V legislatura della Repubblica Italiana si è svolta il 5 giugno 1968.
Il presidente del Senato uscente è Ennio Zelioli Lanzini. Presidente provvisorio del Senato è Meuccio Ruini
Presidente del Senato della Repubblica, eletto il 5 giugno 1968 al I scrutinio, è Amintore Fanfani.

## L'elezione

### Preferenze per Amintore Fanfani
| Scrutinio | Voti | Percentuale |
| --------- | ---- | ----------- |
| I         | 181  | 58,1%       |

## 5 giugno 1968

### I scrutinio
Per la nomina è richiesta la maggioranza assoluta dei votanti.
| Dati votazione | Dati votazione |  | Nome             | Nome | Voti |
| -------------- | -------------- |  | ---------------- | ---- | ---- |
| Presenti       | 311            |  | Amintore Fanfani | 181  |      |
| Votanti        | 311            |  | Voti dispersi    | 3    |      |
| Astenuti       | 0              |  | Schede bianche   | 127  |      |
| Maggioranza    | 156            |  | Schede nulle     | 0    |      |

Risulta eletto: Amintore Fanfani